# ویروس (درباره اکنون ما)
«ویروس» تک‌آهنگی از هنرمند اهل پادشاهی هلند مارتین گریکس است که در سال ۲۰۱۴ میلادی منتشر شد.
این تک‌آهنگ در چارت آلتراتاپ جزو ده ترانه اول قرار گرفت.